# The Problem with Popplers
The Problem with Popplers (с англ. — «Проблема с попплерами») — пятнадцатый эпизод второго сезона мультсериала «Футурама». Североамериканская премьера этого эпизода состоялась 7 мая 2000 года.

## Сюжет
После посещения планеты попрошаек у команды Межпланетного экспресса не осталось еды. Чтобы обеспечить себя продуктами на предстоящие два дня пути домой, команда решает осмотреть одну из попутных планет, надеясь найти хотя бы Макдоналдс. На планете они находят нечто неизвестное, но съедобное и вкусное. Наполнив своей находкой космический корабль, команда отправляется на Землю.
В офисе Межпланетного экспресса привезенное Фраем, Лилой и Бендером новое блюдо нравится всем, и команда решает дать ему имя. Так как единственными незарегистрированными названиями остались Попплеры и Зидзиры, Фрай предлагает назвать их попплерами, а Бендер предлагает начать продавать их.
К начинающим предпринимателям обращается Джо Гилма, собственник знаменитой сети ресторанов «Рыбный Джо», и уже через несколько дней продажи попплеров бьют все рекорды. Спустя некоторое время Лила замечает демонстрацию хиппи вокруг здания «Экспресса» — они требуют запретить поедание попплеров.
Лила случайно находит попплера, пролежавшего на столе целую неделю, и обнаруживает, что тот живой и умеет разговаривать. Лила пытается отговорить всех от поедания попплеров, к ней присоединяется вся команда «Межпланетного экспресса». Во время теледебатов, посвященных попплерам, в которых участвует хиппи Фрии Уотерфолл мл., на планету Земля нападают пришельцы с планеты Омикрон Персей 8 во главе с правителем Лррром. Оказалось, попплеры — это дети омикронианцев. И теперь они прилетели, чтобы съесть всех людей и отомстить за своих детей.
За каждого съеденного омикронианца люди должны отдать одного ребёнка, но, как оказалось во время переговоров Зеппа Браннигана с правителем Лррр, люди успели съесть 198 миллиардов попплеров, что превышает количество людей в XXXI веке. Омикронианцы соглашаются съесть лишь одного человека, и этим человеком становится Лила, первая попробовавшая попплера.
Во время организованного шоу «Чудовище поедает человека» Зепп Бранниган подменяет Лилу огромной самкой орангутана. Но когда Лррр уже почти поверил в обман, Фрии Уотерфолл-младший решает спасти орангутана и раскрывает обман. От смерти Лилу спасает маленький попплер Джррр, которого Лила спасла ранее. Но Лррр съедает лишь лидера хиппи, и ему становится плохо(лидер хиппи видимо употребил много запрещенных и не запрещенных веществ). Команда «Межпланетного экспресса» после всего этого едят в ресторане.

## Персонажи
Список новых или периодически появляющихся персонажей сериала
- Дебют: Джозеф Гилма (Рыбный Джо)
- Дебют: Фрии Уотерфолл мл. Первое появление Фила Хендри[англ.] в сериале «Футурама», озвучившего впоследствии и других представителей семьи Уотерфолл.
- Ужасный студень
- Хэтти МакДугал
- Дебют: Джррр
- Киф Крокер
- Линда
- Лррр
- Нднд
- Зепп Бранниган

### Влияние
В честь попплеров была названа свободная библиотека рендеринга PDF Poppler.